# 克利奧 (路易斯安那州)
克利奧（英語：Clio）是位於美國路易斯安那州利文斯頓堂區的一個非建制地區。

## 地理
克利奧所處的海拔為高於海平面3米（即10英呎），而該地所採用的時區為UTC-6，即北美中部時區（CST）。同時該地設有夏令時間，為UTC-6調快一小時，即UTC-5（CDT）。